# 올메도
올메도(Olmedo, 사르데냐어: S' Ulumedu)는 사르데냐의 이탈리아 지방에 있는 사사리도의 코무네 (지방 자치체)로, 칼리아리에서 북서쪽으로 약 170 킬로미터 (110 mi) 떨어져 있고, 사사리 (사르데냐)에서 남서쪽으로 약 15 킬로미터 (9 mi) 떨어져 있다. 2004년 12월 31일 기준으로 인구는 3,041명이었고 면적은 33.7 제곱킬로미터 (13.0 mi2)였다.
올메도는 다음 지자체와 접해 있다: 알게로, 사사리 (사르데냐), 우리 (사사리도).